# Noureddine Tadjine
Noureddine Tadjine, né le 10 mai 1963 à Constantine, est un athlète algérien, spécialiste du 110 m haies.

## Biographie
Il remporte la médaille d'or du 110 m haies lors des championnats d'Afrique 1988, à Annaba en Algérie, dans le temps de 14 s 33, et se classe deuxième de l'édition suivante, en 1989,
Il se classe deuxième des Jeux africains de 1991.

### Palmarès
| Date | Compétition             | Lieu       | Résultat | Épreuve     | Performance |
| ---- | ----------------------- | ---------- | -------- | ----------- | ----------- |
| 1983 | Championnats du Maghreb | Casablanca | 1er      | 110 m haies | 14 s 1      |
| 1986 | Championnats du Maghreb | Tunis      | 1er      | 110 m haies | 13 s 9      |
| 1987 | Championnats panarabes  | Alger      | 2e       | 110 m haies | 14 s 25     |
| 1988 | Championnats d'Afrique  | Annaba     | 1er      | 110 m haies | 14 s 33     |
| 1989 | Championnats panarabes  | Le Caire   | 1er      | 110 m haies | 13 s 7      |
| 1989 | Championnats d'Afrique  | Lagos      | 2e       | 110 m haies | 14 s 18     |
| 1990 | Championnats du Maghreb | Alger      | 1er      | 110 m haies | 13 s 8      |
| 1991 | Jeux africains          | Le Caire   | 2e       | 110 m haies | 14 s 17     |
| 1992 | Jeux panarabes          | Lattaquié  | 1er      | 110 m haies | 13 s 89     |

### Records
| Épreuve     | Performance | Lieu  | Date         |
| ----------- | ----------- | ----- | ------------ |
| 110 m haies | 13 s 87     | Alger | 14 juin 1990 |